# نایتویک
نایتویک (به انگلیسی: Knightwick) یک روستا و محله مدنی در بریتانیا است که در Malvern Hills واقع شده‌است.